# محمدرضا خیراندیش
محمدرضا خیراندیش عضو تیم ملی قایقرانی ایران در دوره‌های ششم الی هشتم مسابقات قهرمانی آسیا.

## ششمین دوره مسابقات قهرمانی آسیا(۱۳۷۴–۱۹۹۵) سی شوآن-چین
تورینگ دونفره ۱۰۰۰متر- محمدرضا خیراندیش و رضا نصیری - مدال نقره

## هشتمین دوره مسابقات قهرمانی آسیا(۱۳۷۸–۱۹۹۹) چندو-چین
تورینگ دونفره۵۰۰ متر- محمدعلی مرداپور و محمدرضا خیراندیش- مدال نقره
کایاک دونفره ۱۰۰۰ متر- محمدعلی مرداپور و محمدرضا خیراندیش- مدال برنز